# Smętarz dla zwierzaków (film 1989)
Smętarz dla zwierzaków – amerykański horror w reżyserii Mary Lambert z roku 1989. Film jest adaptacją powieści Stephena Kinga pod tym samym tytułem.

## Treść
Młode małżeństwo Louis i Rachel Creed wraz z córką-Ellie, synem-Gage'm i kotem-Churchem wprowadzają się do nowego domu w małym miasteczku. Okazuje się, że ich nowe miejsce zamieszkania kryje wiele mrocznych tajemnic. Wszystkie z nich łączy ze sobą tajemniczy i budzący grozę zwierzęcy cmentarz położony w pobliskim lesie.

## Obsada
- Dale Midkiff – Louis Creed
- Denise Crosby – Rachel Creed
- Fred Gwynne – Jud Crandall
- Miko Hughes – Gage Creed
- Blaze Berdahl – Ellie Creed
- Mary Louise Wilson – Dory Goldman
- Brad Greenquist – Victor Pascow
- Stephen King[1] – Pastor